# Fennec Shand
Personnage de fiction apparaissant dans
Star Wars.
Fennec Shand est un personnage de Star Wars. Chasseuse de prime, elle construit sa réputation lors des débuts de l'Empire galactique. Quelques années après la chute de l'Empire, elle rejoint l'ancien chasseur de primes Boba Fett, qui cherche alors à prendre le contrôle de Tatooine.

## Histoire

### Sous l'Empire
Fennec Shand est notamment engagée par Nala Se afin de capturer la clone Omega et de la mettre en sécurité. Omega est alors accompagnée des clones défectueux du Bad Batch.
Fennec échoue alors à vaincre les clones. Ceux-ci cherchent ensuite à découvrir qui elle est et qui l'a engagée, sans réussir à le découvrir.
Quelque temps plus tard, le chasseur de primes Cad Bane réussit à capturer Omega pour le Premier Ministre de Kamino, Lama Su. Fennec, envoyée pour un objectif différent de celui de Cad, tente alors de lui récupérer la cible après s'être assurée que Cad ne pourrait récupérer sa prime due à la capture d'Omega. Un duel s'engage alors entre les deux chasseurs de primes. Les clones en profitent pour sauver Omega et s'enfuir. Alors Fennec, après avoir saboté le vaisseau de Cad pour l'empêcher de poursuivre directement la chasse, s'en va,,.
Progressivement, Fennec se forme une puissante renommée de chasseuse de primes d'envergure galactique, notamment en travaillant régulièrement pour les hutts. Elle ne poursuit alors que les primes pour lesquelles elle est le mieux payée. Toutefois, sa réputation se retrouve étroitement liée à celle de l'Empire galactique, et la chute de celui-ci l'amène à se retrouver hors-la-loi, puisque la Nouvelle République poursuit les anciens alliés de l'Empire,,.

### Après l'Empire
Quelques années après la chute de l'Empire galactique, Fennec Shand est recherchée par Din Djarin à Tatooine. Finalement, le chasseur de primes Toro Calican tire sur Fennec. Laissée pour morte, elle est ensuite soignée par Boba Fett et voit  des parties de son corps remplacées par des prothèses cybernétiques. Elle décide alors de s'allier à Boba Fett,,,.
Ensuite, Fennec et Boba réclament à Din l'armure mandalorienne de Boba. Une fois l'armure récupérée par son propriétaire, tous trois s'allient afin d'attaquer Moff Gideon, dirigeant d'un fragment de l'Empire galactique. Ils tentent alors de sauver Grogu des impériaux. Ensuite, Fennec accompagne Boba à Tatooine, où il prend le contrôle de ce qu'il reste de l'empire criminel de Jabba,.
Peu après, ils capturent un assassin du Night Wind. Ce dernier refuse de répondre à leurs questions, et Fennec propose alors de faire tomber l'assassin dans la fosse du rancor du palais. Effrayé, l'assassin fournit l'identité de celui qui l'a engagé, avant de se rendre compte que la fosse est vide et qu'il a été piégé par la stratégie de Fennec. Fennec reste aux côtés de Boba durant tout le conflit contre le Syndicat des Pykes et tue personnellement le Chef des Pykes présent sur Tatooine, le maire corrompu de Mos Espa ainsi que les trois chefs de la pègre qui s'étaient alliés à eux.

## Concept et création

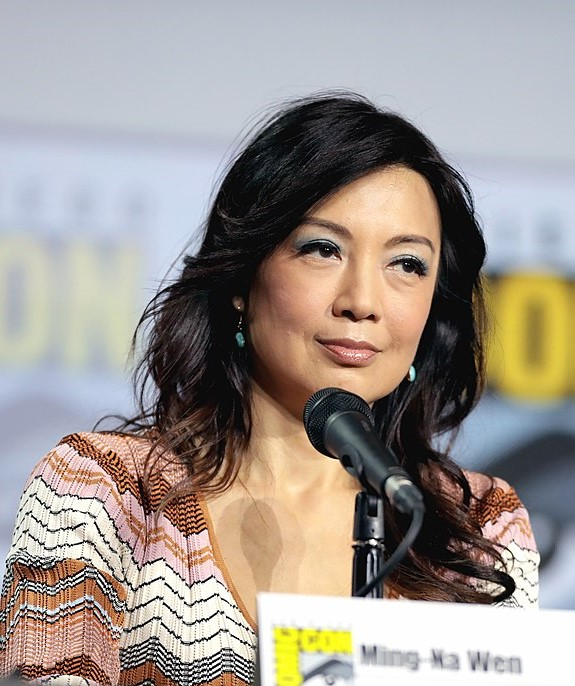
Ming-Na Wen est l'interprète de Fennec Shand.

Le nom du personnage de Fennec Shand vient de celui d'un animal, le fennec. Il est choisi pour l'image qu'il donne du personnage. L'actrice Ming-Na Wen, qui interprète Fennec, a expliqué :

« Elle est rusée, elle est capable de manœuvrer et de survivre, et d'être furtive - très gracieux et agile. J'adore toute cette image avec le nom. »

Plusieurs affiches publiées qui promeuvent la série télévisée Le Livre de Boba Fett mettent en avant le personnage de Fennec Shand avec son équipement de chasseur de primes, laissant comprendre un rôle plus important de Fennec dans cette série que dans The Mandalorian et The Bad Batch.

## Accueil
Selon le site Internet Screen Rant, l'apparition du personnage de Fennec dans The Bad Batch a agréablement surpris les fans. En outre, le site, reliant chacun des personnages notables de la série à leur réplique la plus représentative, considère que la phrase prononcée par Fennec qui résume le mieux son caractère, du moins avant les événements de The Mandalorian, est « La seule personne sur qui tu peux compter, c'est toi-même. »,.